# TX Camelopardalis
TX Camelopardalis är en ensam stjärna i södra delen av stjärnbilden Giraffen. Den har en skenbar magnitud som varierar 7,8 – 16,9 och kräver ett teleskop för att kunna observeras. Baserat på parallax enligt Gaia Data Release 2 på ca 3,0 mas, beräknas den befinna sig på ett avstånd på ca 1 100 ljusår (ca 330 parsek) från solen. Den rör sig bort från solen med en heliocentrisk radialhastighet på ca 11 km/s.

## Egenskaper
TX Camelopardalis är en röd jättestjärna av spektralklass M8/10 III. Den har en radie som är ca 460 solradier och har ca 9 600 gånger solens utstrålning av energi från dess fotosfär vid en effektiv temperatur av ca 2 800 K.

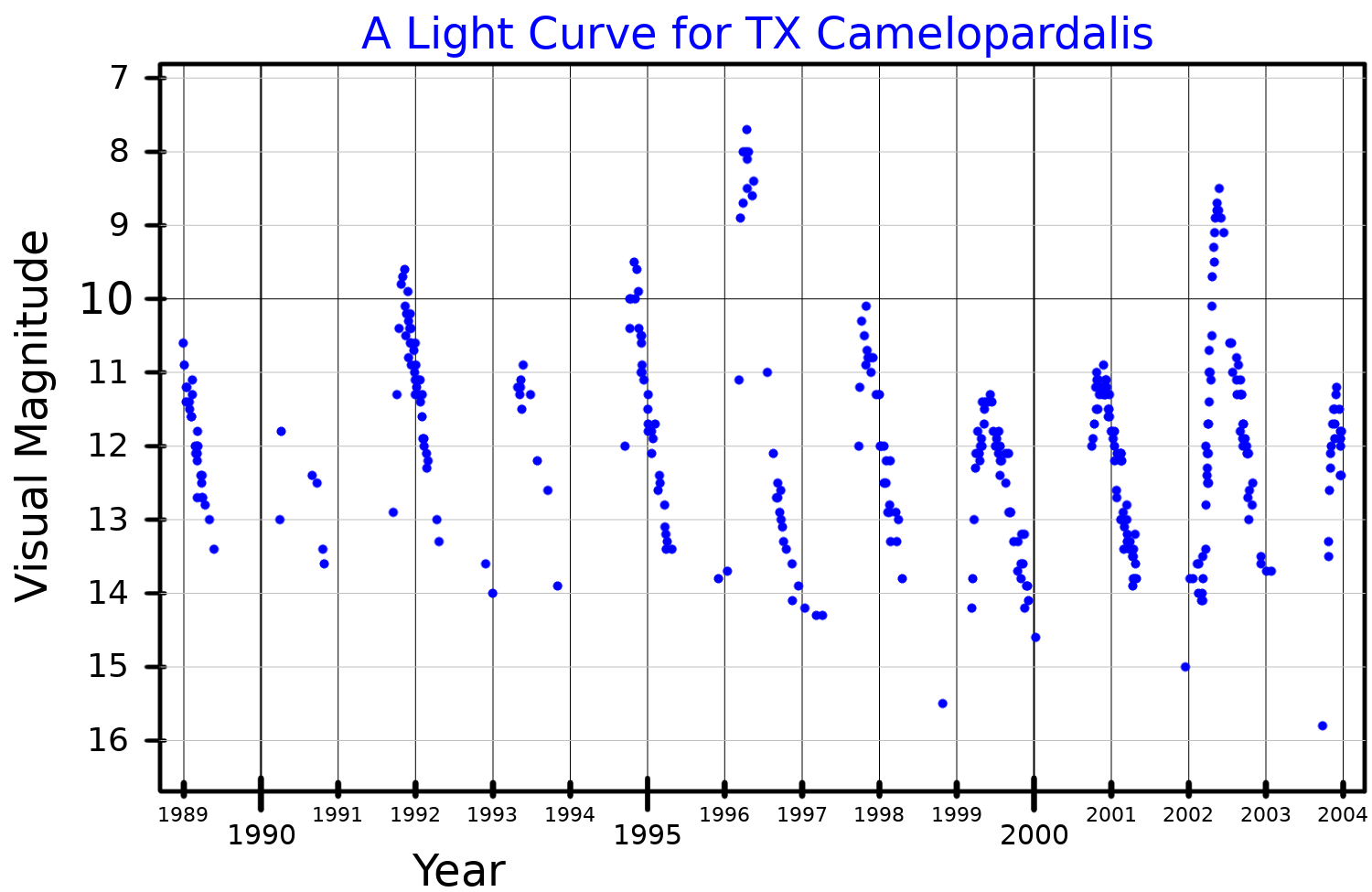
Ljuskurva i det synliga bandet för TX Camelopardalis, från AAVSO-data.

TX Camelopardalis är en variabel stjärna av typen Miravariabel. Den är en klassisk långperiodig variabel stjärna med pulseringstid på 558,7 dygn. Vattenmasrar har observerats kring stjärnan.